# Каленики (Черкасская область)
Кале́ники (укр. Каленики) — село в Золотоношском районе Черкасской области, Украины.
Село расположено на правом берегу реки Супой и тянется вдоль неё на 7 км. Расстояние до районного центра, города Золотоноша — 32 км, до ближайшей железнодорожной станции Гладковщина — 70 км.

## История
Впервые село упоминается в 1622 году в люстрации Переяславского староства Киевского воеводства. Первые жители поселились в месте слияния рек, как их называют старые документы, «потока» Булатец с рекой Супой, впадающей в Днепр. Одна из версий возникновения названия села происходит от первопоселенца Каленика, сотенного одной из городских сотен Переяславского полка. По народному поверью название села пошло от того, что в прошлом здесь росло много кустов калины: название «Калинник» позже перешла в "Каленики. В селе преимущественно жили свободные казаки, участвовавшие в Освободительной войне украинского народа 1648—1654 годов. Село относилось к Гельмязевский сотни Переяславского полка.
В 1759 году в селе проживало 686 человек, преимущественно казаков. В 1874 году в Калениках было открыто земское народное одноклассное училище, а в 1900 году при нем набрано три класса учеников. В селе была церковь, корчма и более 20 ветряков. Из записей в церковной книге Полтавской епархии известно, что в 1900 году в селе было построено новое здание церкви Покрова Богоматери. Еще раньше на этом месте стояла одноименная церковь, освященная в праздник Покрова в конце 1754 года,, построенная на месте еще предыдущей церкви (она сгорела в конце 80-х годов XIX века).
Есть на карте 1787 года.
После ликвидации гетманства село оставалось фактически казацким, но казаки перешли на положение государственного крестьянина. К военной реформы 1874 крестьянин обязывался пройти военную службу — 25 лет, 20 лет, 15 лет. Наибольшие изменения в социально-политическом положении в селе возникли после царского манифеста 19 февраля 1861. В течение 60 лет была проведена земельная реформа на владение земельными участками (наделами), в результате которой казаки пользовались землей до коллективизации.
В начале 1919 года в селе создается комитет бедноты, который возглавил Епифан Ефимович Гайко. Позже были созданы две коммуны — «Искра» и им. Карла Маркса, которые были ликвидированы в 1929 году, а весной 1930 года создан колхоз «Ленинский путь».
Точное количество умерших во время голодомора неизвестна, но приблизительно около 300 человек. В 1993 году установлен памятник жителям, умерших в годы голодомора.
120 жителей села участвовали в Великой Отечественной войне, 90 из них награждены боевыми орденами и медалями, 84 погибли. В их честь в селе установлен обелиск Славы.
По состоянию на начало 1970-х годов в селе работал колхоз «Ленинский путь», по которому было закреплено 2700 га сельскохозяйственных угодий, в том числе 2,3 тысячи га пахотной земли. Хозяйство выращивало зерновые культуры, было развито птицеводство и животноводство. В то время работали восьмилетняя школа, клуб на 160 мест, библиотека, фельдшерско-акушерский пункт, роддом, детские ясли, стационарная киноустановка, две лавки.